# Sphenoptera lapidaria
Sphenoptera lapidaria ist ein Käfer aus der Familie der Prachtkäfer und der Unterfamilie der Buprestinae. Die Gattung Sphenoptera ist in Europa mit sechs Untergattungen vertreten, Sphenoptera lapidaria wird zur Untergattung Sphenoptera gerechnet, die in Europa mit sechzehn Arten, weltweit mit etwa 140 Arten vertreten ist. Die Gattung Sphenoptera umfasst weltweit etwa tausend Arten.

## Bemerkungen zum Namen
Die Art wurde erstmals 1882 von Brullé unter dem Namen Buprestis lapidaria im Rahmen von Napoleons Morea-Expedition beschrieben. Brullé erwähnt, dass man den Käfer unter Steinen finden kann. Dies erklärt den Artnamen lapidaria  aus lat. „lapidārius, a, um“ für „unter Steinen lebend“  von lat. „lápis“ für „Stein“.
Die Gattung Sphenoptera wurde 1833 von Solier aufgestellt, unter den aufgeführten zugehörigen Arten wird auch lapidaria von Brullé gelistet. Der Gattungsname Sphenoptera ist von altgriechisch σφεν, σφενός sphēn, sphenós, deutsch ‚Keil‘ und πτερόν pterón, deutsch ‚Flügel‘ abgeleitet. Der Käfer hat eine keilähnliche Form.
In der Fauna Europaea werden die Synonyme Sphenoptera carcelii, Sphenoptera hellenica, Sphenoptera caucasicola und Sphenoptera cyanina gelistet. S. carcelii wurde 1839 von Gory & Laporte beschrieben und nach dem Sammler Carcel benannt. Die Art wurde 2006 im Catalogue of Palaearctic coleoptera zum Synonym von lapidaria erklärt. Sphenoptera hellenica beschrieb Obenberger 1913 als eigene Art und benannte sie nach dem Fund in Griechenland (Hellas). 1920 stufte er hellenica auf Grund reicheren Vergleichsmaterials zu einer Untergattung von lapidaria zurück, 1927 gestand er hellenica nur noch den Rang einer Farbvariante von lapidaria zu. In der gleichen Veröffentlichung beschrieb Obenberger auch Sphenoptera caucasicola als neue Untergattung und benannte sie nach dem Fundort Transkaukasien. Ebenfalls in der gleichen Veröffentlichung beschrieb er Sphenoptera (Sphenoptera) cyanina als Farbvariante, die er nach der Farbe Cyan benannte.

## Eigenschaften des Käfers
|                                            |                    |
| Abb. 1: Ansicht des Käfers von schräg vorn |                    |
|                                            |                    |
| Abb. 2: Fühler                             |                    |
|                                            |                    |
| Abb. 3: Stich von 1841                     | Abb. 4: Schildchen |

Die Käfer werden acht bis fünfzehn Millimeter lang bei einer Breite von 2,5 bis vier Millimetern. Die größte Breite des keilförmigen Körpers liegt wenig vor der Mitte des Halsschilds. Die Käfer sind oben und unten kupfer- bis bronzefarben, ältere Exemplare glänzen. Eine detailreiche Abbildung findet sich bei zin.
Der Kopf ist bis zu den Augen in den Halsschild zurückgezogen. Die elfgliedrigen Fühler (Abb. 2) sind ab dem vierten Glied nach innen stumpf gezähnt. Das dritte Fühlerglied ist wenig länger als das zweite. Der Scheitel ist längs von einer seichten Mittelrinne durchlaufen. Die Oberlippe ist schwach ausgeschnitten. Detailzeichnungen der Fühler und Mundwerkzeuge findet man bei Kolibak.
Der Halsschild ist breiter als lang, an der Basis doppelt geschwungen mit vor dem Schildchen abgestutztem Mittellappen. Die Hinterecken sind rechtwinklig, die Vorderecken abgerundet. Der Halsschild ist seitlich kielartig gerandet. Von oben ist dieser Seitenkiel vollständig sichtbar. Er erreicht die Vorderecken des Halsschilds annähernd. Der Halsschild hat drei deutliche Längsfurchen, die äußeren sind etwas breiter und flacher als die mittlere und verlaufen etwa in der Mitte zwischen der mittleren und dem Seitenkiel. Die drei Längsstreifen sind im Gegensatz zum übrigen Halsschild, insbesondere den inneren Intervallen, dicht punktiert. Bei frischen Käfern sind sie auch dicht behaart und mit einer wachsähnlichen Schicht überzogen.
Das dreieckige Schildchen (Abb. 4) ist der Länge nach in der Mitte eingedrückt. Es ist dicht punktiert.
Die überwiegend matten Flügeldecken sind nicht ganz dreimal so lang wie der Halsschild. Sie enden einzeln spitz abgerundet, ohne jeden Zahn. Sie tragen Punktreihen aus strichförmigen Punkten. Die Intervalle zwischen den Punktreihen sind im hinteren Flügelbereich nahezu gleich ausgebildet, im vorderen Flügelbereich sind die ungeraden Intervalle nahezu flach, die geraden Intervalle sind teilweise quer gewölbt, weniger dicht punktiert bis glänzend. Die Flügeldeckennaht ist zumindest im vorderen Bereich unter das Niveau der Punktstreifenintervalle niedergedrückt, hinten dagegen flach rippenartig erhöht und glänzend.
Die Mittel- und Hinterschienen sind im Querschnitt abgeplattet. Beim Weibchen sind die Mittelschienen gerade und der Endzahn schwach ausgebildet, beim Männchen sind sie leicht nach außen gekrümmt, der Endzahn ist kräftig ausgebildet. Auch die Hinterschienen tragen einen Endzahn. Die Hinterhüften sind innen hinten lappenartig erweitert.
Der Prosternalfortsatz verbreitert sich hinter den Vorderhüften nicht, sein Rand ist nicht durch eine durchgehende Rinne abgesetzt, sondern nur seitlich durch eine Reihe teilweise ineinanderlaufender Einzelpunkte. Der Prosternalfortsatz endet abgerundet. Die Abdominalsternite sind seitlich durchgehend einheitlich dicht und fein punktiert und dicht behaart.

## Biologie
Die Käfer findet man häufig, wie sie auf dem Boden laufen oder unter Steinen versteckt sind. Wirtspflanzen der Larve sind unbekannt. In Griechenland erscheinen die Käfer zwischen Ende März und Anfang Juli.

## Verbreitung
Das Verbreitungsgebiet der Art wird von verschiedenen Autoren unterschiedlich abgesteckt. Nach dem Löbl-Katalog ist es im Westen durch Frankreich und Sizilien begrenzt, verläuft dann nördlich des Mittelmeers durch Bulgarien, Albanien, Griechenland und das südeuropäische Russland bis in die Türkei und weit nach Osten (Syrien, Israel, Irak, Iran, Transkaukasien). Der Käfer ist auch aus Pakistan gemeldet. Fundmeldungen aus Ägypten sind unsicher.